# Gregory Mahau
Gregory Mahau (9 mei 1994) is een Belgisch voetballer die als middenvelder speelt. Hij speelt sinds 2023 bij SV Wevelgem City

## Clubcarrière
Mahau is een jeugdproduct van KV Kortrijk. Hij debuteerde op 13 april 2013 op de derde speeldag van Play-off 2 in de Jupiler Pro League. KV Kortrijk won in eigen huis met 3-0 van RAEC Mons. In zijn eerste seizoen kwam hij tot twee competitieduels, het seizoen erna mocht hij negenmaal aantreden in competitieverband. Op 1 september 2013 mocht hij voor het eerst in de basiself starten tegen Standard Luik.
De volledige doorbraak bleef echter uit. Na een uitleenbeurt aan tweedeklasser KVV Coxyde in het seizoen 2015/16 verliet hij het Guldensporenstadion in de zomer van 2016 definitief voor KVC Winkel Sport. Sindsdien kwam hij nog uit voor Londerzeel SK, SC Toekomst Menen, RC Harelbeke, SK Roeselare en SV Wevelgem City. 